# جون كريغتون (سياسي)
جون كريغتون هو سياسي كندي، ولد في 19 أغسطس 1817، وتوفي في 31 يناير 1885.